# Karl August Böttiger
Karl August Böttiger (8. juni 1760 i Reichenbach – 17. november 1835) var en tysk arkæolog, far til Karl Wilhelm Böttiger.
Fra 1791 var Böttiger rektor for gymnasiet i Weimar, hvor han tog del i det bevægede åndelige liv, udgav litterære tidsskrifter og selv skrev mange kritiske og litterære artikler. Efterhånden indvikledes Böttiger i forskellige stridigheder og rivninger, som gjorde ham ked af opholdet i Weimar. I 1804 blev han forflyttet til Dresden, hvor han i
en lang årrække (fra 1814) var direktør for antiksamlingen og holdt forelæsninger over klassisk arkæologi.
Böttiger var meget belæst og skrev
meget let. I et stort antal afhandlinger, der til dels
udkom i tidsskrifter og skoleprogrammer, har han
behandlet en mængde filologiske og arkæologiske
emner. Hans arbejder er dog nu forældede og
læses næsten ikke mere. Som de vigtigste kan
nævnes: »Sabina oder Morgenscenen im
Putzzimmer einer vornehmen Römerin« (1806);
»Amalthea oder Museum der Kunstmythologie«
(3 Bd, 1820-25); »Ideen zur Kunstmythologie«
(I 1826, II 1836). Efter B.s Død blev hans
»Kleine Schriften« udg. ved Sillig i 3 Bd,
1837-38 (heri en Liste over alle B.s Afh.).